# Humboldt (Iowa)
Humboldt es una ciudad ubicada en el condado de Humboldt en el estado estadounidense de Iowa. En el Censo de 2010 tenía una población de 4690 habitantes y una densidad poblacional de 377,49 personas por km².

## Geografía
Humboldt se encuentra ubicada en las coordenadas 42°43′23″N 94°13′30″O / 42.72306, -94.22500. Según la Oficina del Censo de los Estados Unidos, Humboldt tiene una superficie total de 12.42 km², de la cual 12.02 km² corresponden a tierra firme y (3.23%) 0.4 km² es agua.

## Demografía
Según el censo de 2010, había 4690 personas residiendo en Humboldt. La densidad de población era de 377,49 hab./km². De los 4690 habitantes, Humboldt estaba compuesto por el 94.93% blancos, el 0.6% eran afroamericanos, el 0.11% eran amerindios, el 0.45% eran asiáticos, el 0% eran isleños del Pacífico, el 3.03% eran de otras razas y el 0.9% pertenecían a dos o más razas. Del total de la población el 5.01% eran hispanos o latinos de cualquier raza.